# Diplomatski odnosi između Jugoslavije i Italije
Diplomatski odnosi između Jugoslavije i Italije obuhvaćali su razdoblje od talijanskog priznavanja Kraljevine SHS, odnosno Jugoslavije 1920., pa sve do prekida diplomatskih odnosa zbog talijanske agresije na Jugoslaviju, u travnju 1941., pa od ponovne uspostave diplomatskih odnosa 1947., do razdoblja raspada Jugoslavije tijekom 1991.godine i stvaranja novih postjugoslavenskih država.   

## Kratka povijest diplomatskih odnosa
Nakon završetka Prvoga svjetskog rata, Kraljevina Italija (tal. Regno d'Italia)  i Srbija su iz rata izašle kao pobjednice, te su, po dogovorima između Savezničkih i udruženih sila, namjeravale podijeliti dijelove područja raspadnute Austro-Ugarske Monarhije,a koja su po njihovim tvrdnjama spadala pod njihovu zonu interesa. 
Diplomatski odnosi između Kraljevine Italije i Kraljevine Srbije su postojali još od siječnja 1879., kada je nakon Berlinskog kongresa, održanog prethodne 1878., kao jedna od sudionica, Italija priznala, tada još kneževinu Srbiju, kao samostalnu državu, dotad još u vazalnom odnosu prema Osmanskom Carstvu, te su unatoč postojanju mnogobrojnih trvenja, nakon završetka rata, 1918., na istim su zasadama, 1920., nadograđivani novi diplomatski odnosi, sada između Kraljevine Italije i Kraljevine Jugoslavije (kao novog subjekta, nastalog integracijom područja tzv. Države SHS i Kraljevine Srbije), da bi isti bili prekinuti zbog agresije Italije na Jugoslaviju, 1941., da bi potom, nakon završetka Drugoga svjetskog rata i potpisivanja Pariškog mirovnog ugovora, 1947., bili ponovno uspostavljeni diplomatski odnosi između Republike Italije (tal. Repubblica Italiana) i socijalističke Jugoslavije, koji su održavani sve do raspada SFRJ, 1991., odnosno 1992.godine. 

## Popis šefova diplomatskih misija Jugoslavije u Italiji
Diplomatska misija Jugoslavije u Italiji bila je smještena u glavnom gradu Rimu, te se na čelu misije nalazio prvotno poslanik kao šef misije iz drugog razreda, odnosno nakon ponovne uspostave diplomatskih odnosa nakon mirovnog ugovora iz 1947., rang poslanika je tijekom 1954., podignut na razinu ambasadora (veleposlanika), kao šefa misije prvog razreda, akreditiran kod glavara države, dakle talijanskog kralja (tal. Re d'Italia), u razdoblju od 1920. do 1941., odnosno predsjednika republike (tal. Presidente della Repubblica), u razdoblju od 1947. do 1991.godine.  

## Razdoblje Kraljevine Jugoslavije

### Jugoslavenski šefovi dipolomatske misije u Rimu
- Vojislav Antonijević, šef misije u rangu poslanika, od 1918. do 1926.
- Živojin Balugdžić, šef misije u rangu poslanika, od 1926. do 1927.
- Milan Rakić, šef misije u rangu poslanika, od 1927. do 1933.
- Dragomir Kasidolac, šef misije u rangu otpravnika poslova, 1933.
- Jovan Dučić, šef misije u rangu poslanika, od 1933. do 1937.
- Boško Hristić, šef misije u rangu poslanika, od 1937. do 1941.

### Talijanski šefovi diplomatske misije u Beogradu
- Gaetano Manzoni, šef misije u rangu poslanika, od 1920. do 1922.
- Lazzaro Negrotto Cambiaso, šef misije u rangu poslanika, od 1922. do 1924.
- Alessandro Bodrero, šef misije u rangu poslanika, od 1924. do 1928.
- Carlo Galli, šef misije u rangu poslanika, od 1928. do 1934.
- Mario Indelli, šef misije u rangu poslanika, od 1936. do 1940.
- Francesco Giorgio Mameli, šef misije u rangu poslanika, od 1940. do 1941.

## Razdoblje socijalističke Jugoslavije

### Jugoslavenski šefovi diplomatske misije u Rimu
- Mladen Iveković, šef misije u rangu poslanika, od 1947. do 1951.
- Vladimir Velebit, šef misije u rangu poslanika, od 1951. do 1952.
- Pavle Gregorić, šef misije u rangu poslanika, kasnije veleposlanika, od 1953. do 1955.
- Darko Černej, šef misije u rangu veleposlanika, od 1955. do 1958.
- Mihailo Javorski, šef misije u rangu veleposlanika, od 1958. do 1962.
- Ivo Vejvoda, šef misije u rangu veleposlanika, od 1962. do 1967.
- Srđan Prica, šef misije u rangu veleposlanika, od 1967. do 1971.
- Mišo Pavićević, šef misije u rangu veleposlanika, od 1971. do 1975.
- Borisav Jović, šef misije u rangu veleposlanika, od 1975. do 1979.
- Marko Kosin, šef misije u rangu veleposlanika, od 1980. do 1984.
- Ante Skataretiko, šef misije u rangu veleposlanika, od 1984. do 1988.
- Dušan Štrbac, šef misije u rangu veleposlanika, od 1988. do 1991.

### Talijanski šefovi diplomatske misije u Beogradu
- Enrico Martino, šef misije u rangu poslanika, od 1947. do 1953.
- Francesco Paolo Vanni D'Archirafi, šef misije u rangu poslanika (od 1954. u rangu veleposlanika), od 1953. do 1954.
- Gastone Guidotti, šef misije u rangu veleposlanika, od 1955. do 1958.
- Francesco Cavalletti di Oliveto Sabino, šef misije u rangu veleposlanika, od 1958. do 1960.
- Alberto Berio, šef misije u rangu veleposlanika, od 1960. do 1964.
- Roberto Ducci, šef misije u rangu veleposlanika, od 1964. do 1971.
- Folco Trabalza, šef misije u rangu veleposlanika, od 1967. do 1971.
- Giuseppe Walter Mazzota, šef misije u rangu veleposlanika, od 1971. do 1977.
- Alberto Cavaglieri, šef misije u rangu veleposlanika, od 1977. do 1980.
- Pietro Calamia, šef misije u rangu veleposlanika, od 1980.do 1984.
- Massimo Castaldo, šef misije u rangu veleposlanika, od 1984. do 1989.
- Sergio Vento, šef misije u rangu veleposlanika, od 1989. do 1991.

## Vezani članci
- Rapallski ugovor
- Slobodna Država Rijeka
- Hrvatsko - talijanska granica
- Slobodni Teritorij Trsta
- Osimski ugovor
- Savezni sekretrarijat za vanjske poslove SFRJ